# 湖南省农村信用社联合社
湖南省农村信用社联合社简称湖南农信，对湖南全省102家农村信用社、农村商业银行具有管理、指导、协调、服务职能。业务系统以洋湖数据中心为生产中心、星沙数据中心为同城灾备中心、北京农信银中心为异地灾备中心，可支撑日均2500万笔、峰值1亿笔业务量。

## 历史
湖南省农村信用社始于1952年。
2003年，国务院启动了新一轮深化农村信用社改革试点工作。2004年8月，湖南省被列入改革试点范围，正式启动了农信社进一步深化改革工作。
2005年5月，经省委、省政府和中国银监会批准，湖南省农村信用社联合社正式成立。
2010年，由浏阳农村合作银行改制的浏阳农村商业银行成立，是湖南第一家改制的农村商业银行。
2019年1月23日，由岳阳县农村信用合作联社改制而来的湖南岳阳巴陵农村商业银行正式挂牌营业，这标志者湖南省全省农信社全部改制为农商行。

## 成员

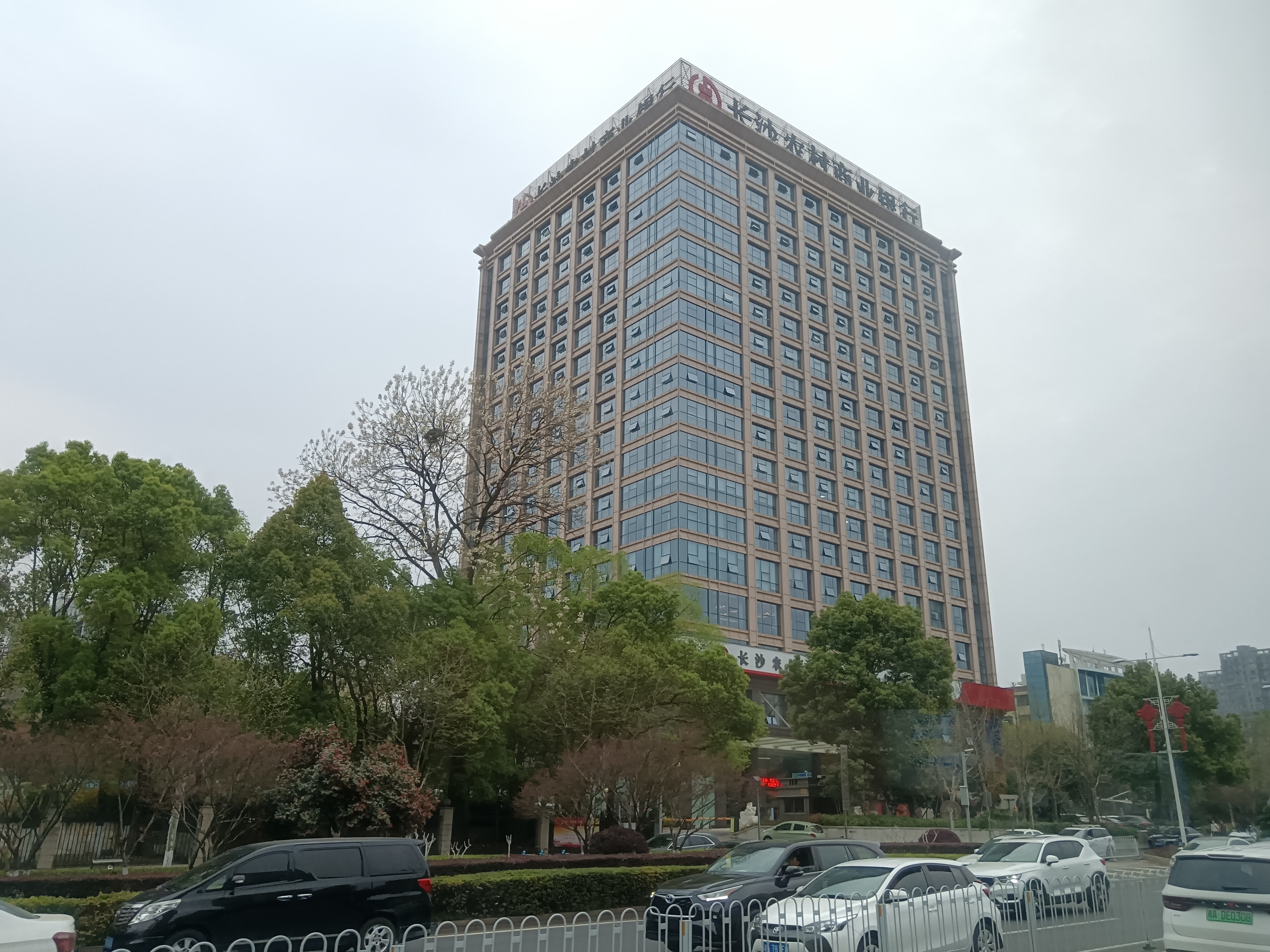
长沙农村商业银行
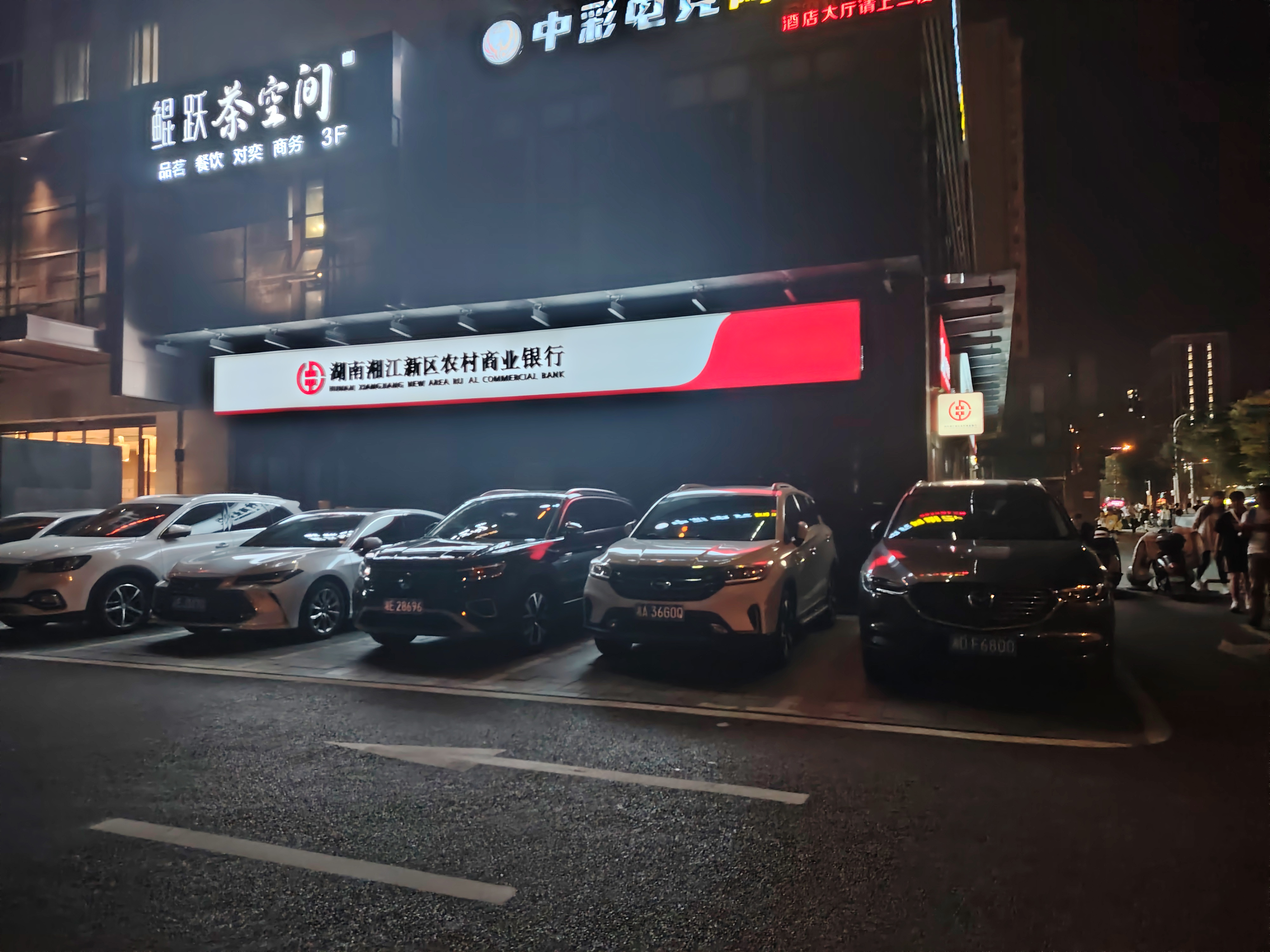
湖南湘江新区农村商业银行
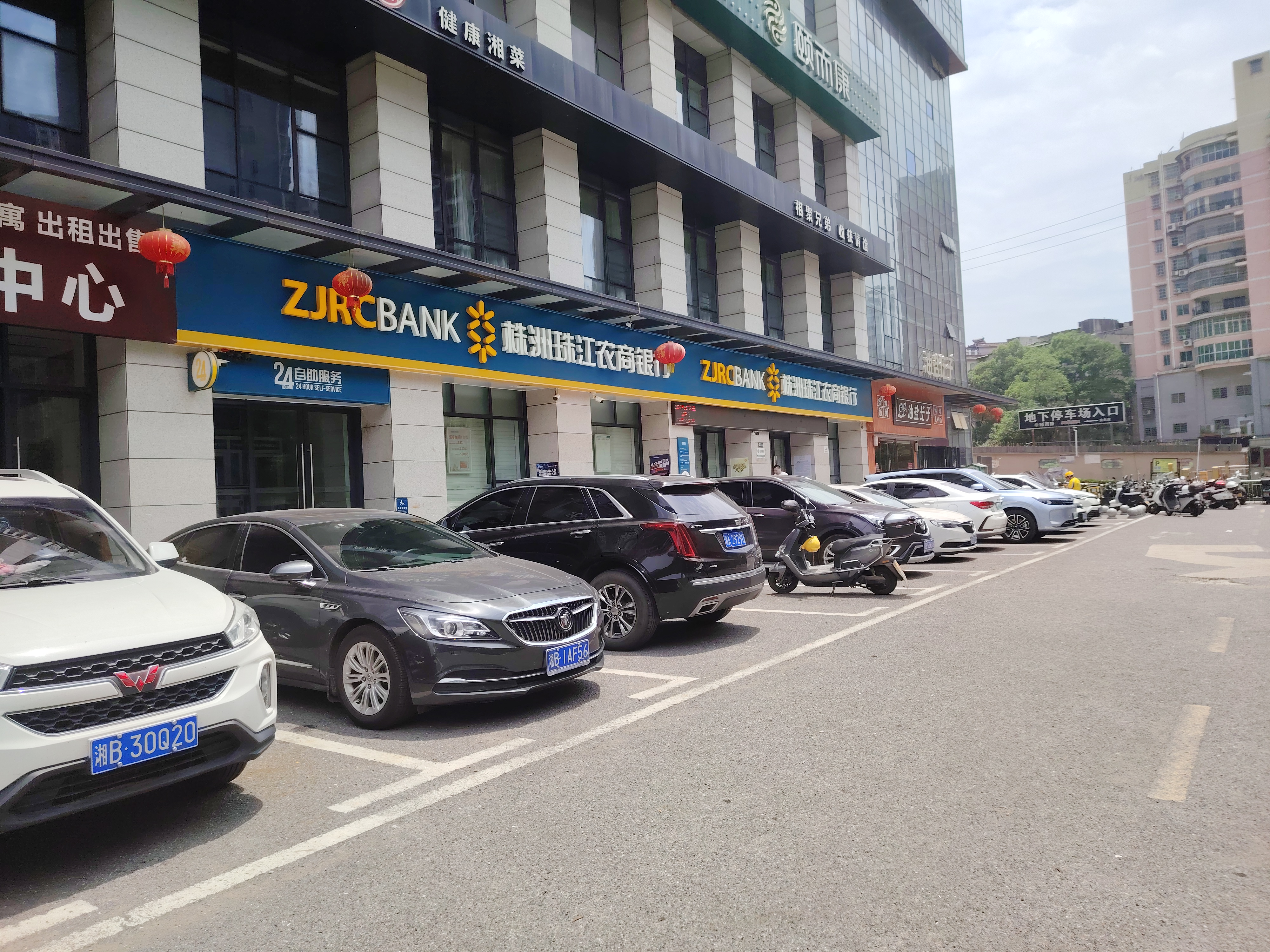
株洲珠江农村商业银行
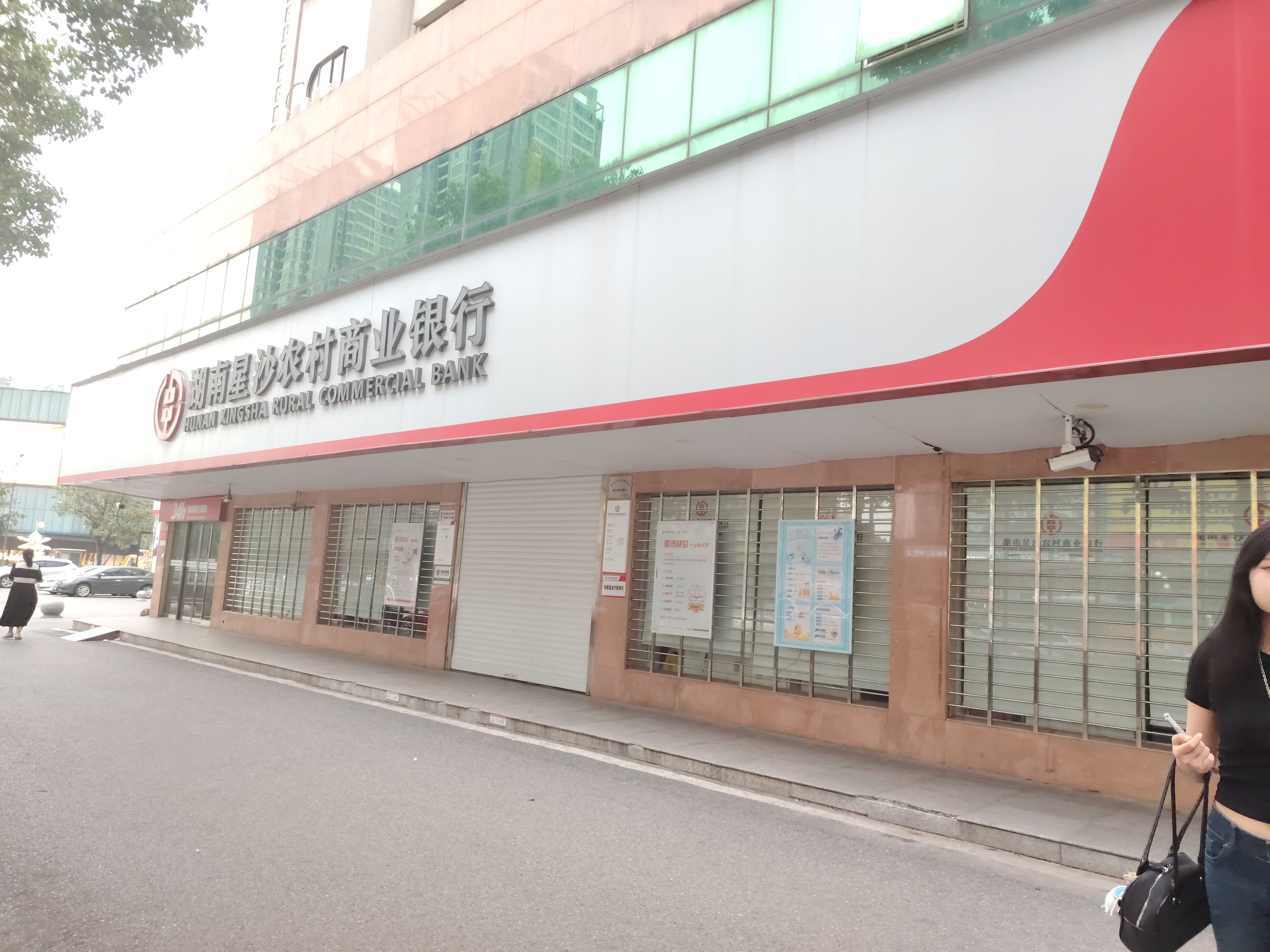
湖南星沙农村商业银行
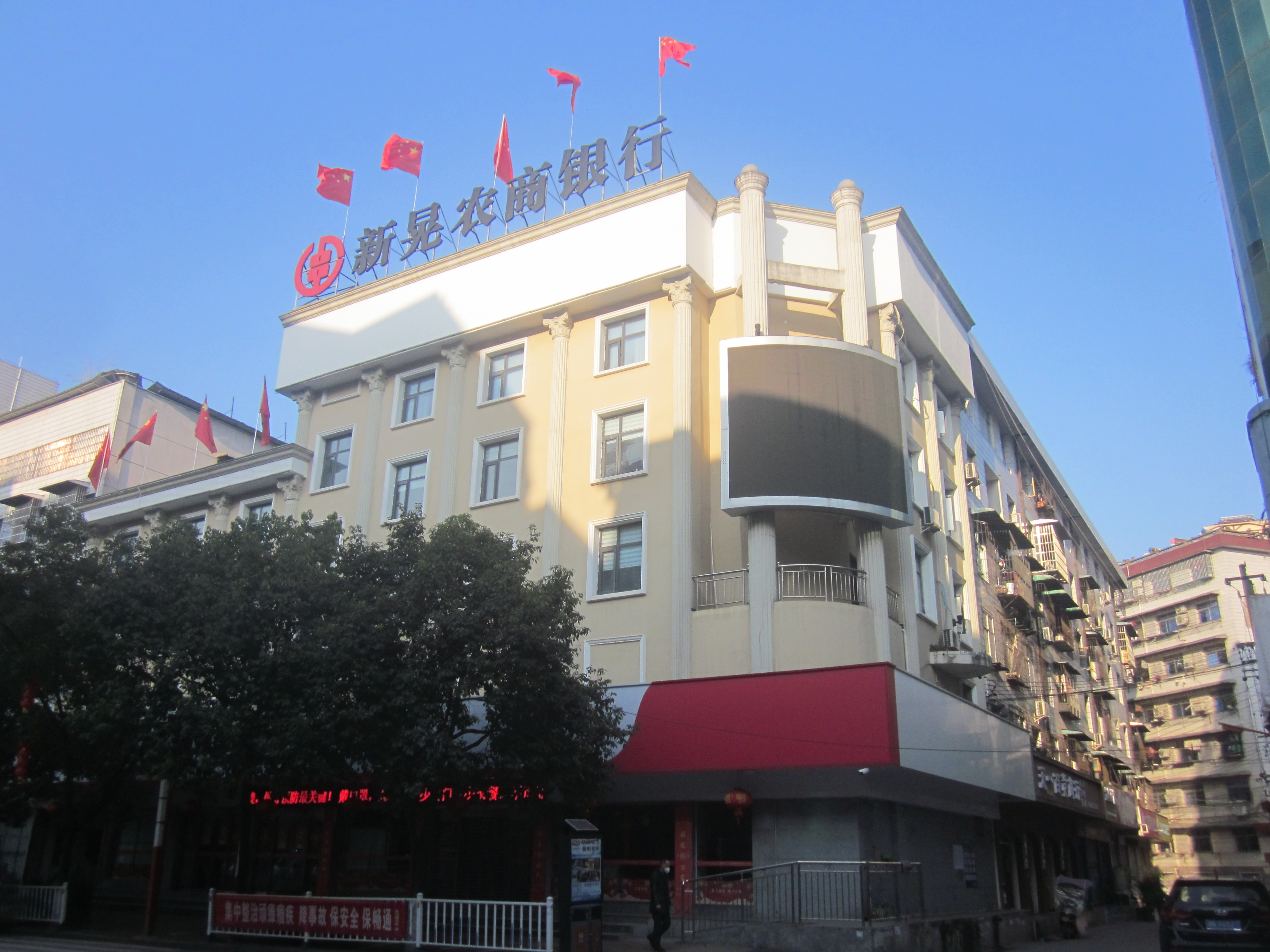
新晃农村商业银行
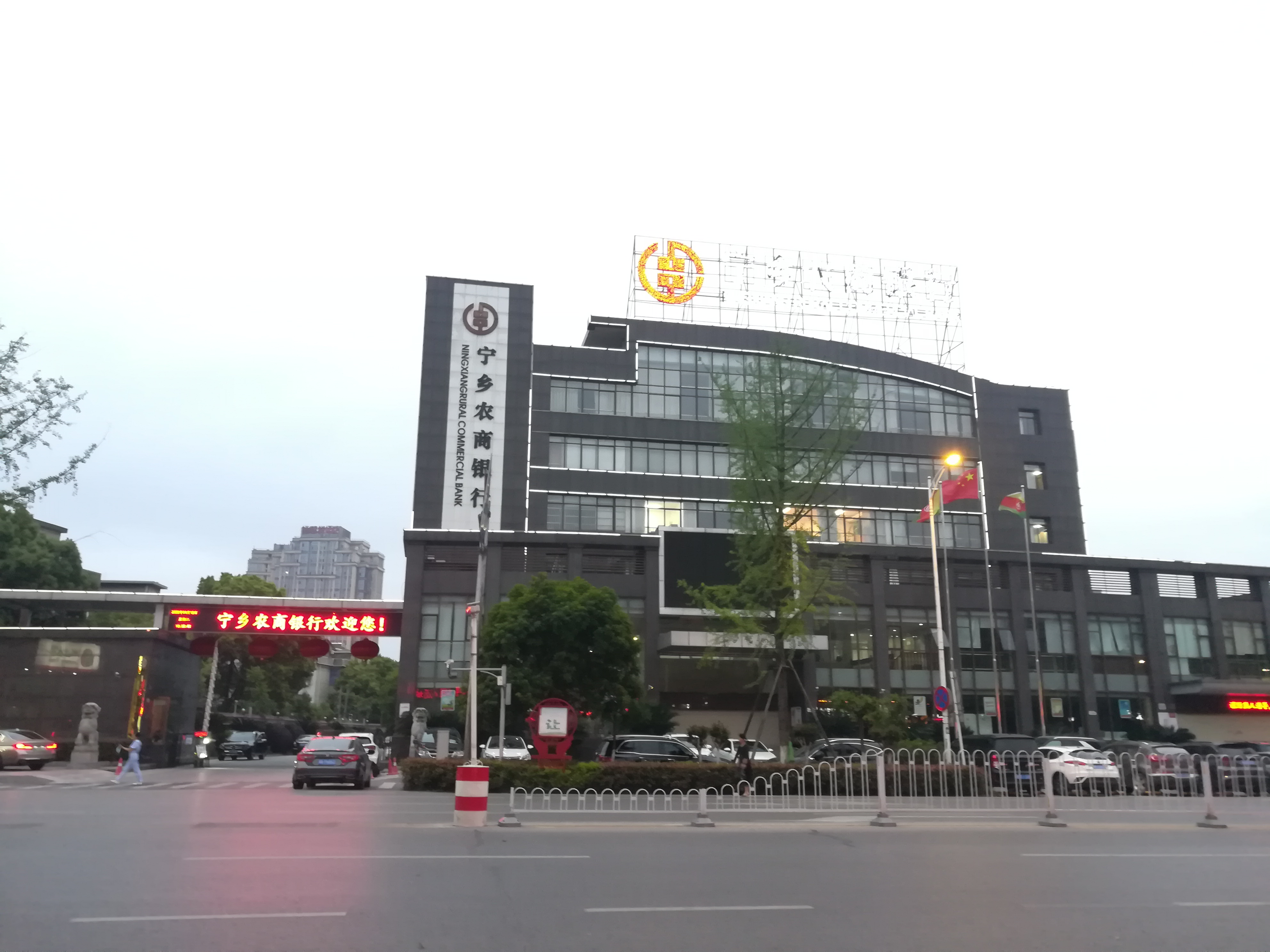
宁乡农村商业银行

## 问题
湖南省农村信用社沅陵农村商业银行一杨姓用户贷款时发现被冒名贷款10万元，投诉3个月未果，后在媒体介入下得以解决。